# Auftrag: Nor’Dyren
Auftrag: Nor’Dyren (1990, ISBN 3-453-04463-0, Originaltitel Assignment Nor’Dyren, 1973, Avon Books; ISBN 0-380-17160-0) ist ein Science-Fiction-Roman der US-amerikanischen Schriftstellerin Sydney J. Van Scyoc. Er beschäftigt sich mit der Welt Nor’Dyren, auf der eine humanoide Alienrasse lebt, deren soziales System weitaus besser strukturiert ist als das der Menschheit der Erde. Nach der Landung der ersten Menschen auf Nor’Dyren stellen diese fest, dass es drei sehr spezialisierte Arten der Einwohner gibt. Diese Dreiteilung der Aufgabengebiete scheint auf den ersten Blick in keiner Weise zu funktionieren. So ist niemand auf Nor’Dyren in der Lage, die defekten Maschinen zu reparieren. Neuentwicklungen und jüngere Erfindungen gibt es nicht. Archäologische Untersuchungen ergeben im Anschluss, dass sich die Welt seit über 200 Jahren in kultureller und technischer Hinsicht stets zurückentwickelt.

## Handlung
Nach einiger Zeit der Recherche finden die Menschen heraus, dass es ursprünglich vier dieser Gruppen von Einwohnern gab. Die vierte Gruppe, die Qattagon, waren für alle kreativen Entwicklungen und das künstlerische Schaffen zuständig. Vor knapp 200 Jahren schienen die Qattagon sehr radikale Entwicklungen voranzutreiben und gerieten in einen Zwist mit der Gruppe der Gonnegon. Die Gonnegon sind zuständig für verwaltende und überwachende Tätigkeiten und entfernten die Qattagon aus der Sozialstruktur des Planeten. Dies war möglich, weil die Qattagon zeugungsunfähig waren. Ihre Geburt war immer ein Ergebnis der Kreuzung zwischen den drei übrigen Rassen. Dieses Zuchtprogramm steuerte die Verwaltung, also die Gonnegon.

### Zeugungsschema auf Nor’Dyren
- Allegon und Allegon ergeben Allegon
- Berregon und Berregon ergeben Berregon
- Gonnegon und Gonnegon ergeben Gonnegon
- Qattagon sind zeugungsunfähig
- Allegon und Berregon oder Gonnegon ergeben Qattagon
- Berregon und Gonnegon ergeben Qattagon

Um die Qattagon auszuschließen, erließen die Gonnegon ein Gesetz, dass Angehörige der anderen drei Gruppen ausschließlich Nachkommen mit Partnern der eigenen Gruppe haben durften. Die logische Folge dieser Anordnung war, dass ab diesem Zeitpunkt kein Qattagon mehr geboren wurde.
Der Grund für die Auffälligkeiten und die Renitenz der Qattagon hat ihren Ursprung in der Grundkonzeption der Spezialisierung dieser Rasse. Ursprünglich war diese Entwicklung für ein Volk konzipiert worden, das ein Bestandteil eines riesigen interstellaren Imperiums war. Nach dem Zusammenbruch des Imperiums war Nor’Dyren isoliert und auf sich alleine gestellt und konnte die schon fast maßlose Kreativität der Qattagon nicht mehr kompensieren. Das System geriet dadurch außer Kontrolle.

### Gentechnik und die menschliche Rasse
Der interessanteste technische Aspekt des Romans behandelt Gentechnik. Die vier Untergruppen der Einwohner Nor’Dyrens sind das Ergebnis gentechnischer Manipulationen, um über die Züchtung eine Spezialisierung der vier Gruppen zu erzielen, die die Sozialstruktur der Einwohner sehr stabil halten soll. Inzwischen haben die Menschen auf der Erde die Voraussetzungen zur genetischen Veränderung der Menschheit geschaffen. Ebenso erforschen sie inzwischen intensiv das Weltall und beschäftigen sich mit den Veränderungen, die sich für sie durch Wissenschaft und Technologie ergeben – so die Frage, ob es andere humanoide Rassen im All gibt, die sich ebenfalls mit Raumfahrt beschäftigen (siehe Projekt SETI), sowie auch die Frage, ob sich eine Rasse gentechnisch modifizieren muss, um ihre eigene Entwicklung voranzutreiben.

### Homosexualität und Kreativität
Abgesehen von der Gentechnik beschäftigt sich der Roman mit der sozialen Komponente des Zusammenhangs von Kreativität und Homosexualität. Der Zusammenhang dieser beiden Eigenschaften wird seit Jahren diskutiert. Andere wiederum lehnen die Hypothese eines Zusammenhangs strikt ab, während zur gleichen Zeit der Einfluss der Homosexualität auf die Gesellschaft beobachtet wird.
Forschungen mit dem Ziel nachzuweisen, dass Homosexualität durch abweichende Gehirnfunktionen entsteht, gehen nur schleppend voran und momentan sind die Ergebnisse eher spärlich. Im Zuge dieser Untersuchung ist ein Schwerpunkt der Zusammenhang zwischen Kreativität und Homosexualität.

## Weblink
- Auftrag: Nor’Dyren im Katalog der Deutschen Nationalbibliothek